# Rosuero
Rosuero es una localidad perteneciente al municipio de Santo Tomé del Puerto, en la provincia de Segovia, comunidad autónoma de Castilla y León, España. Tiene una población de 28 habitantes (INE 2024).
Es uno de los barrios más antiguos y pequeños del municipio, en comparación con las demás localidades con las que conforma Santo Tomé del Puerto, que son La Rades, Siguero, Sigueruelo y Villarejo que funciona de capital, situadas todos en la segoviana Comunidad de Villa y Tierra de Sepúlveda. 

## Historia
El territorio es repoblado durante la Reconquista por la Comunidad de Villa y Tierra de Sepúlveda, quedando encuadrado dentro del Ochavo de la Sierra y Castillejo.Su nombre podría derivar de Roso Vero, persona que hubiera encabezado personalmente la repoblación medieval.
La localidad está profundamente ligada a la ganadería trashumante, dado que la proximidad del cruce de la Cañada de la Vera de la Sierra con la Cañada Real Segoviana. Llegaría a existir un rancho de esquileo, perteneciente al mayorazgo de Mariano Saenz de Cenzano. La decadencia de esta actividad traería consigo la del pueblo, que perdería población y oficios, más tarde, a esta se la sumaría el éxodo rural del siglo XX.
Según el Diccionario geográfico-estadístico-histórico de España y sus posesiones de Ultramar, en 1850 ya formaba municipio con La Rades y Villarejo. Los tres barrios sumaban 159 casas (57 de ellas en Rosuero y "de malísima construcción") y una población de 509 personas, se producía lino, centeno, legumbres, pastos y leñas, y había un molino harinero. Además, se criaban ovejas, vacas y asnos, y en sus campos se criaban las liebres, conejos y perdices.
Actualmente está integrado en el municipio de Santo Tomé del Puerto, junto a La Rades del Puerto, Siguero, Sigueruelo y Villarejo, con la sede del ayuntamiento. Es uno de los barrios más antiguos y pequeños del municipio.

## Geografía

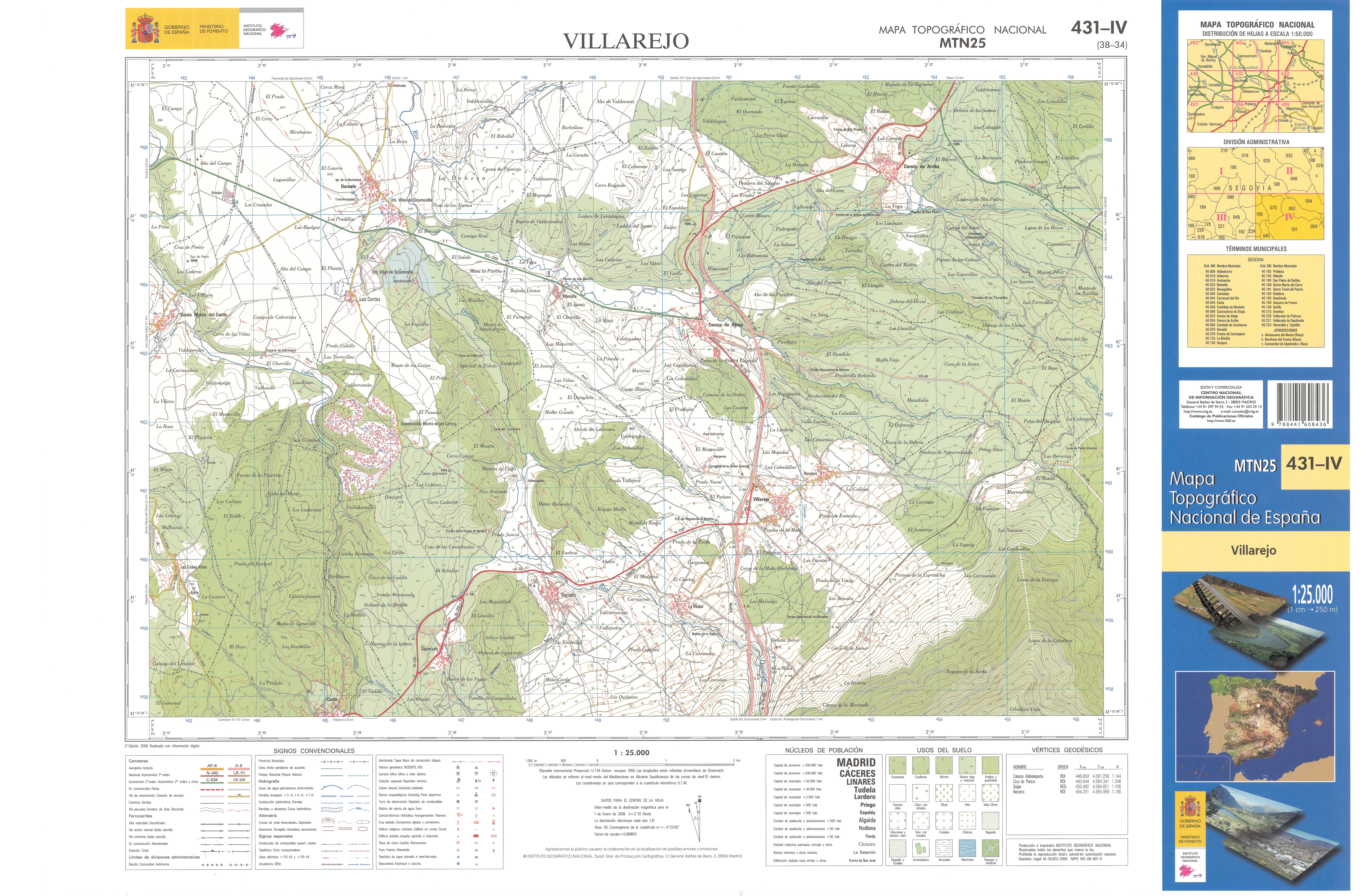
Fragmento de la hoja 431 del Mapa Topográfico Nacional de España de 2008 en el que se representa Rosuero

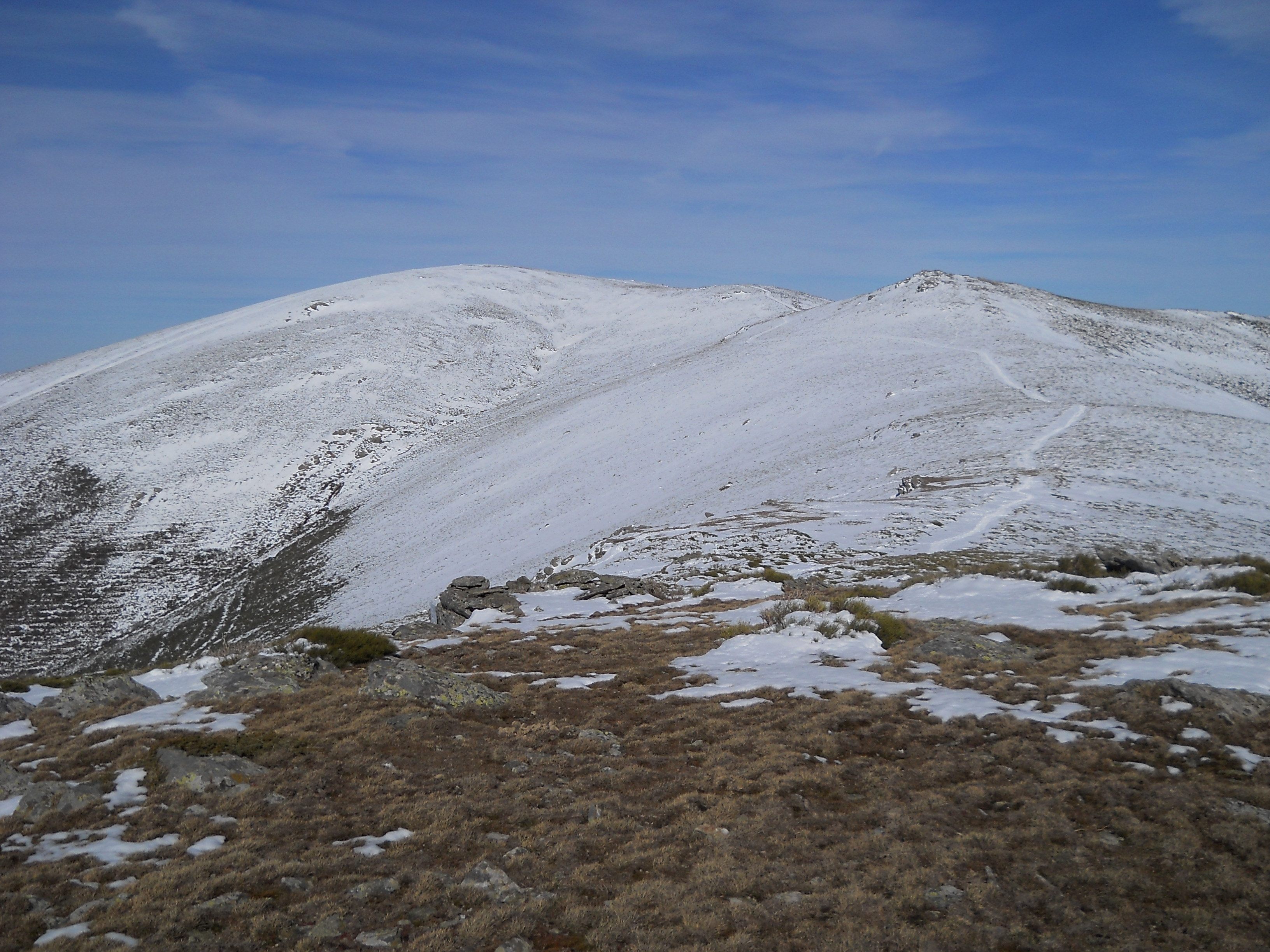
Vista de la peña Cebollera

El pueblo se encuentra enclavado en medio de la sierra de Somosierra, entre la sierra de Ayllón y la de Guadarrama. Rodeado completamente por la naturaleza dentro del Parque natural Sierra Norte de Guadarrama. La localidad formada por un núcleo de casas al estilo castellano, se sitúa junto a una corriente agua menor y a escasos metros de los arroyos del Carrascal y de la Garganta.
Frente a Rosuero se encuentran la peña Cebollera y el pico del Lobo que con sus 2.129 y 2.273 metros de altitud respectivamente son de las cumbres más destacadas de la región.
El caserío es accesible a través de una calle que la conecta con Villarejo, la capital municipal, que se sitúa a 0,4 km y donde se ubican la A-1, la N-110 dirección Segovia y el acceso por la SG-V-1122 a la Estación de Santo Tomé del Puerto.

## Demografía
| 38            | 37 | 44 | 36 | 46 | 40 | 29 | 34 | 34 | 23 | 23 | 26 | 28 |
| (Fuente: INE) |    |    |    |    |    |    |    |    |    |    |    |    |

## Patrimonio
- Ermita de San Juan Bautista. De planta rectangular cubierta con una armadura de madera tradicional de la sierra, a cuatro aguas. Destaca su espadaña con una campaña. En su interior hay un retablo barroco con la imagen de San Juan, y en los laterales otras de Santa Catalina y El Arcángel San Rafael.
- Monumento El Lejío, memorial a los mayores tras la pandemia del COVID-19. Lejío es un campo comunal situado a las afueras de un pueblo, que no se labra, y en el que se reúnen los ganados.
- Senda natural hasta el área recreativa de Las Dehesas.
- Restos del rancho de esquileo, perteneciente al mayorazgo de Mariano Saenz de Cenzano.
- Cañada Real Segoviana y Cañada Real Soriana Occidental, conocida en la provincia como Cañada de la Vera de la Sierra, que se cruzan en las cercanías al caserío.[8][7][9][4][2][10]

## Fiestas
- Santo Ángel de la Guarda, el sábado más próximo al 1 de marzo.
- San Juan Bautista, el fin de semana más próximo al 24 de junio.
- San Cristóbal, el fin de semana más próximo al 10 de julio.
- San Roque, a mediados de agosto.
- Virgen de la Natividad, patronales, entre el 8 y el 10 de septiembre. Además de misa diaria y procesión cuenta con orquestas, juegos infantiles, concursos deportivos y pasacalles. Es tradición la subasta de los palos de las andas y de la subida al trono de la patrona. El dinero recaudado se destina a acometer los arreglos y necesidades de la iglesia, siendo claves para su continuidad.
- Santa Catalina, el sábado más próximo al 25 de noviembre.[8][7][6][4]